# Profunditat estratègica
El terme profunditat estratègica designa, en la literatura militar i per a un exèrcit determinat, la distància que separa les línies de front (o llocs de batalla) dels principals centres industrials, ciutats capitals i altres concentracions de població o de producció militar.
En termes de profunditat estratègica, el comandament militar ha d'avaluar la vulnerabilitat d'aquests objectius com a part d'un atac llampec o preventiu o com a part d'un atac planejat, i avaluar per a un exèrcit donat, les possibilitats de retirada en el seu propi territori, per exemple amb la finalitat d'encaixar un atac inicial i per permetre la preparació d'una contraofensiva el més lluny possible dels centres de poder i de producció.